# Joël Bucher
Pour les articles homonymes, voir Bucher.
 (décembre 2014).
Joël Bucher, cadre expatrié de la Société générale à Londres, aux EAU, en Corée, fut directeur adjoint de la Société générale et représentant de la Sogenal à Taïwan entre 1987 et 1990, les 4 années précédant la signature de la vente de 6 frégates La Fayette à Taïwan, qui donnera lieu à l'affaire des frégates de Taïwan. Plus tard, il introduit Li Hsien (décédé en 2004) directeur du service commercial de Taiwan en France (CAPEC) à Serge Dassault à Bercy en présence de M. Paranque B. Savignac et Jean-Pierre Pierre-Bloch. La réunion s'est déroulée au Ministère des Finances pour conclure les droits d'atterrissage entre la France et Taiwan et décider de l'achat de 60 Mirage 2000-5. Le contrat a été conclu en direct sans intermédiaire. Ce qui n'a pas empêché le versement de commissions à M. A. Wang. Les commissions bloquées par la justice suisse étaient vraisemblablement destinées à compenser des garanties données par des banques du Luxembourg. Denis Robert reprend son témoignage auprès de la justice du Luxembourg dans son livre La Boîte noire où le système des rétro-commissions est largement expliqué.
Après son départ de la Société générale, Joël Bucher est associé à la structure Europasia dont il est le fondateur pour Steve Ho de PanVest Taiwan, disparu en Chine, avec le banquier suisse André Strebel. Il met au point par la suite des « contrats d'off-set de type Émirats arabes unis » pour Yves De Galzin de chez Matra et pour S. Dassault, avec une formule compensatoire légale de barter triangulaire entre la France, les Émirats arabes unis et Taiwan. Une véritable base neutre domiciliée dans un Club d'Affaires off-shore assimilable à un centre financier (révolutionnaire) qui évite la plupart des transferts financiers, sans risque de change.
<< De l'anti-banque ! dit il ! Ceci est considéré comme un acte terroriste financier par certains. >> 
Après avoir témoigné devant la commission parlementaire, puis à Taipei, au Luxembourg, auprès de Mme De Talencé et aux procès Elf/Roland Dumas qui l'utilise comme témoin, il déclare à la presse, être ni coupable ni repenti et ne plus vouloir participer à défendre une France qui mérite ses affaires. Il déclare aux juges et aux journalistes ne pouvoir, ni vouloir dénoncer quiconque, préférant le mot résistance au terme peu honorable de délation. Il a collaboré longuement avec Thierry Jean-Pierre qui a pu exploiter ses documents de Taiwan et qui l'a défendu en gagnant ses procès en référé contre les médias qui déformaient ses propos dont Canal+, France Inter et les Arènes de l'info avec Denis Robert qui en essayant de le manipuler le faisait passer pour un trafiquant d'armes. 
Réfugié à Manama, il se contente désormais de mettre au point des catamarans et des Marinas révolutionnaires pour mieux naviguer en Orient  et d'évoquer son expérience avec la Société générale dans un thriller financier titré : Crash ou La mort d'un Banquier Repenti ! Celui qui avait osé parler..."
Il essaie en juillet 2007 au procès du Sentier de témoigner contre Daniel Bouton accusé de blanchiment.[réf. nécessaire]
Il est cité dans le procès Clearstram II où on le fait passer, sans l'entendre, comme le dénonciateur de l'intermédiaire Wang Chang Poo au risque de lui faire prendre des risques face au gang des bambous[Quoi ?].[réf. nécessaire]